# ناحیه آلبانی، شهرستان بردفورد، پنسیلوانیا
ناحیه آلبانی (به انگلیسی: Albany Township, Bradford County, Pennsylvania) یک منطقهٔ مسکونی در ایالات متحده آمریکا است که در پنسیلوانیا واقع شده‌است.

## خصوصیات
ناحیه آلبانی ۸۳٫۶ کیلومترمربع مساحت و ۹۲۷ نفر جمعیت دارد.